# Charles-Simon Favart
Charles-Simon Favart, född den 13 november 1710 i Paris, död där den 12 maj 1792, var en fransk librettist. Han var farfars far (genom adoption) till Marie Favart.
Favart skrev utmärkta operatexter, vilka tonsattes av Duni, Monsigny med flera som skapade fransk opéra comique. Åtskilliga av dessa sångspelstexter, än lantliga idyller, än lustiga farser och parodier, har spelats i Sverige. Till exempel de berömda Ninette à la cour (1755; "Bondflickan på hofvet", 1793), Les trois sultanes (1761; "Soliman den andre", 1789) med flera. 
År 1745 gifte sig Favart med artisten och författaren Marie Justine Benoîte Duronceray (1727-1772). 
Båda makarnas samlade arbeten utgavs under titeln Théâtre de monsieur et madame Favart (tio band, 1763-1772), mannens memoarer och brev i tre band 1808.

## Svenska översättningar
- Arsène, féerie-comedie uti fyra acter (översättning Anna Maria Lenngren, Stockholm, 1779) Länk till fulltext
- Bajocco och Serpilla: operette uti tre acter (Baiocco et serpilla) (översättning Carl Magnus Envallsson, Stockholm, 1784)
- Soliman den II, eller De tre sultaninnorna: comedie i tre acter (Soliman II) (översättning Johan Gabriel Oxenstierna, Stockholm, 1789)
- Landtflickan på hofvet, ellfr [!] Kärleks-nycken: comedie i två acter (Ninette à la cour) (översättning Johan Magnus Lannerstjerna, Stockholm, 1793)
- Iphigenie den andra, eller De gamla grekiska historierna: opera comique i tre akter (La petite Iphigenie) (översättning Carl Magnus Envallsson, Stockholm, 1800)